# Георгий (Пацис)
Митрополи́т Гео́ргий Па́цис (греч. Μητροπολίτης Γεώργιος Πάτσης; 1903, Пирей — 23 апреля 1978, Эйон) — епископ Элладской православной церкви, митрополит Калавритский и Эгиалийский (1957—1978).

## Биография
Родился в 1903 году в Пирее, в Греции.
В 1924 году окончил Богословский факультет Афинского университета. Преподавал Закон Божий в средних школах.
В 1936 году епископом Христупольским Иаковом (Ваванацосом) последовательно хиротонисан во диакона и пресвитера.
18 апреля 1943 года состоялась его архиерейская хиротония в титулярного епископа Ставрупольского.
20 июня 1952 года избран митрополитом Фирским.
С 8 ноября 1957 года — митрополит Калавритский и Эгиалийский.
Скончался 23 апреля 1978 года в Эйоне, в Греции.